# D-Jetronic
Die D-Jetronic war 1967 die erste elektronische (druckgesteuerte) Mehrpunkt-Benzineinspritzanlage (Multipointeinspritzung) für Viertakt-Ottomotoren von Bosch, deren Patent später an japanische Unternehmen verkauft wurde, die heute noch Einspritzanlagen nach diesem Prinzip bauen. Sie basiert auf dem System Electrojector der Bendix Corporation, das es aber nie in die Großserie schaffte. Zur Einführung der D-Jetronic musste Bosch auf Patente von Bendix zurückgreifen, wofür im Juli 1966 ein Lizenzabkommen geschlossen wurde.

## Einsatz
Das erste Serienfahrzeug mit D-Jetronic war der ab 1967 produzierte VW 1600 LE/TLE (Typ 3). Später wurde sie auch in den VW-Modellen 411 E/412 E (Typ 4), dem VW-Porsche 914/4 und dem Porsche 912 E verwendet.
Auch andere Hersteller rüsteten bestimmte Modelle mit der D-Jetronic aus:
- Mercedes-Benz ab Oktober 1968 im 250 CE der Baureihe W114 sowie 280 E und 280 CE, R/C107 280,350,450 (USA und Europa) SL/C (8-Zylinder bis 1975, 6-Zylinder bis 1976), W108/W109 280 SE 3.5 und 4.5 USA, W109 3.5 und 4.5 USA, W111 Coupe/Cabrio 280 SE 3.5 und W116 280,350,450 SE/L (8-Zylinder bis 1975, 6-Zylinder bis 1976)
- Opel Commodore GS/E 2.5 und 2.8 (von April 1970 bis Februar 1975), Admiral B 2.8 (von März 1969 bis Juli 1976), Diplomat B 2.8 (von März 1969 bis Februar 1975)
- Citroën DS 21 ie (von Oktober 1969 bis August 1972), DS 23 (von September 1972 bis Juli 1975), SM Injection (von Mai 1972 bis Juli 1975)
- Volvo P 1800 E (von September 1969 bis Juli 1972), P 1800 ES (von September 1971 bis Juli 1973), 142/144 Grand Luxe (von September 1970 bis Juli 1973) und 164 E (von September 1971 bis Juli 1974)
- Saab 99 E (von November 1969 bis August 1972)
- Renault R 17 (von Oktober 1971 bis August 1973), auch in den Varianten R 17 USA (von Juni 1972 bis Juli 1974), R 17 Gordini (von September 1973 bis Juni 1977) sowie Renault Alpine A110 und A310
- BMW lieferte ab Herbst 1971 den 3,0 Si und den 3,0 CSi, ab 1972 auch den BMW 3,0 CSL mit der D-Jetronic aus.
- Lancia 2000 HF Coupé und HF Berlina (von 1972 bis 1974)
- Von 1975 bis 1980 wurde bei Jaguar eine modifizierte Version der Anlage in den Zwölfzylinder-Modelle der Reihen XJ-S und XJ Series II und III verwendet. Sie wurde vom britischen Hersteller Lucas unter Lizenz hergestellt und für die Anforderungen in einem Zwölfzylindermotor angepasst.

Ab 1976 verschwand die D-Jetronic wieder aus den aktuellen Modellen, da die Automobilhersteller zunehmend die von Bosch weiterentwickelten Einspritzsysteme K-Jetronic und L-Jetronic einsetzten.

## Funktion
Das Prinzip der D-Jetronic (anfänglich nur Jetronic genannt) beruht darauf, dass der Kraftstoffbedarf abhängig von der Menge (Masse) der angesaugten Verbrennungsluft ist, die aus dem im Ansaugtrakt des Motors herrschenden Luftdruck, der Temperatur und dem Volumenstrom (aus Drehzahl und Hubraum) berechnet werden kann. Das heißt, die angesaugte Luftmenge bestimmt den Druck im Ansaugluftverteiler hinter der Drosselklappe: Bei geschlossener Drosselklappe kann wenig Luft angesaugt werden und der Luftdruck im Ansaugluftverteiler sinkt. Bei offener Drosselklappe kann viel Luft nachfließen und der Druck im Ansaugluftverteiler steigt. Dieser Druck wird vom Saugrohrdrucksensor (auch Druckfühler genannt)  ermittelt und dem elektronischen Steuergerät als elektrisches Signal übergeben. Anhand dessen und der von weiteren Sensoren ermittelten Messgrößen Motordrehzahl, Motor- und Ansauglufttemperatur bestimmt das Steuergerät die jeweilige Öffnungsdauer der Einspritzventile und damit die Menge des eingespritzten Kraftstoffs.
Wichtigster Messfühler ist bei der D-Jetronic der Saugrohrdrucksensor (auch Druckfühler oder MAP-Sensor von „Manifold Absolute Pressure“), der dem System auch den Namen gab: Druckfühlergesteuert. Da der Druckfühler den absoluten Druck (Differenz zum Vakuum) misst, braucht das System keine Höhenkorrektur.
Bosch bot das System für Vier-, Sechs- und Achtzylindermotoren an. Das elektronische Steuergerät ist in analoger Technik aufgebaut. Das Einspritzsignal erhält der Analogrechner von zwei (4-, 6- und 12-Zylinder) oder vier (8-Zylinder) mechanischen Auslösekontakten, die  sich im Zündverteiler gegenüber liegen und durch einen auf der Verteilerwelle angebrachten Nocken betätigt werden. Jeder Auslösekontakt schaltet eine Gruppe von Einspritzventilen, die je Schaltimpuls des zugehörigen Kontaktes eine Hälfte oder ein Viertel der Zylinder des Motors mit Kraftstoff versorgen. Für Jaguar entwickelte Lucas eine kontaktlose Auslöseelektronik und einen zusätzlichen Verstärker für die 12 Einspritzventile. Eingespritzt wird in den jeweiligen Ansaugkrümmer; es ist also eine Saugrohreinspritzung.
Die Steuergeräte der D-Jetronic bestehen aus zwei Platinen, die mit diskreten Bauteilen aufgebaut und abgestimmt sind: Einer Hauptplatine, die für alle Anwendungen gemeinsame Komponenten und Funktionen enthält, sowie eine für den jeweiligen Motor speziell entworfene Nebenplatine, mit der das volumetrische Kennfeld für den Motor implementiert wird. Dieses Kennfeld ist abhängig von der jeweiligen Motorkonstruktion und wurde vor Entwurf der Schaltung für die Nebenplatine auf einem Leistungsprüfstand durch Messläufe am Motor ermittelt.
Außer den Sensoren gibt es noch zusätzliche Steuerelemente. Dazu gehören:
- Beschleunigungsanreicherung über 2 Kontakte im Drosselklappenschalter
- Volllastanreicherung über Absolutdruckschalter (ganz früh) oder Volllastübergang im Druckfühler oder Volllastkontakt im Drosselklappenschalter (spät)
- Kaltstartanreicherung über eine externe Elektronik mit Thermozeitschalter und Kaltstartventil

Das Steuerkennfeld der Einspritzung konnte (außer im Leerlauf mit einem Potentiometer an den meisten Steuergeräten) nur durch geänderte elektromechanische Messgeber oder eine geänderte Beschaltung des Steuergerätes verändert werden. So kam es recht bald insbesondere bei VW zu verwirrenden und teilweise widersprüchlichen Bestückungsvorschriften. Aus diesen Gründen und wegen ihrer elektronischen Vorreiterrolle war die D-Jetronic bei den damaligen auf Mechanik ausgerichteten Werkstätten nicht eben beliebt. Es war den Werkstätten unmöglich, die richtige Funktion von Saugrohrdruckfühlern und Steuergeräten zu diagnostizieren. Erst sehr spät gab es dazu entsprechende Testgeräte. Außerdem waren Teile beliebiger Hersteller steckerkompatibel, so dass oftmals wild getauscht wurde. Eine Änderung des Regelverhaltens der Anlage war eigentlich nicht ohne geänderte Komponenten möglich. Die Automobilhersteller scheuten aber häufig den damit verbundenen Kostenaufwand oder verwirrten ihre Vertragswerkstätten mit komplizierten Austauschprogrammen.
Frühe und auch alle Mercedes-Benz Ausführungen der D-Jetronic hatten eine sogenannte Schubabschaltung. Diese schaltete die gesamte Kraftstoffzufuhr im Schiebebetrieb, also bei geschlossener Drosselklappe und Motordrehzahl oberhalb einer motorspezifischen und temperaturabhängigen Grenzdrehzahl ab. Sie sparte zwar Kraftstoff ein, Motoren mit hoher Laufleistung neigten aber im Schiebebetrieb zum Blaurauchen, da in die Brennräume gelangendes Motoröl erst nach Ende des Schiebebetriebs bei wieder einsetzender Verbrennung mitverbrannt wurde. Zudem kam es besonders beim Übergang von Schubabschaltung zu Normalbetrieb häufig zu störendem Ruckeln und Bocken des Motors. Deshalb entfiel die Schubabschaltung bei einigen Herstellern schon vor 1970 wieder aus der Anlage. Für die strengeren Abgasvorschriften des amerikanischen Markts wurden oft spezifische Steuerungen gebaut und zusätzliche externe Schubanhebungen eingeführt: Eine rein mechanische Hilfssteuerung, die völlig an der D-Jetronic vorbei und nur über Unterdruckventile gesteuert die Abgaswerte im Schiebebetrieb verbessern sollte.

## Weiterentwicklung
Die Idee der druckgesteuerten Einspritzanlage als Gemischaufbereitungssystem war im Prinzip brauchbar. Die Anlagen litten in frühen Jahren an der Standfestigkeit u. a. der Kraftstoffpumpe, der elektronischen Steuerung (z. B. Aufbrechen von Lötstellen aufgrund Temperaturwechseln) sowie deren Sensoren; in späteren Jahren hatte man eine ausreichende Zuverlässigkeit erreicht. Bei den nachfolgenden Systemen K-Jetronic (mechanisch) und L-Jetronic (elektronisch) verließ Bosch das Druckfühlerprinzip und setzte auf die Luftmengenmessung über eine Stauklappe. Dadurch ließen sich motorische Änderungen während der Lebensdauer eines Fahrzeugs wie Verschleiß, Brennraumablagerungen und Toleranzen in der Ventileinstellung besser erfassen und eine gleichbleibende Abgasqualität erreichen. Die Luftmengenmessung war genauer, auch waren die neuen Systeme für Maßnahmen zur Abgasrückführung besser geeignet. Weitere Entwicklungsziele der L-Jetronic als direktes Nachfolgesystem der D-Jetronic war die Verringerung der Kosten und parallel die Steigerung der Zuverlässigkeit. Beispielsweise konnte die Bauteilanzahl von 300 auf 80 reduziert werden, insbesondere durch Einsatz integrierter Schaltkreise statt diskreter Elemente. Die in der analogen Arbeitsweise begründete mangelhafte Flexibilität verlangte überdies viele Varianten des Systems und die damit einhergehenden Probleme in der Ersatzteillogistik führten dazu, dass die D-Jetronic ab Mitte der 1970er Jahre außer bei Jaguar kaum mehr verwendet wurde.
Die japanischen Hersteller, darunter Mitsubishi, Nissan und Toyota, verfeinerten nach Erwerb der Patente das System und merzten die Nachteile aus. Die Steuergeräte sind in digitaler Schaltungstechnik mit Mikroprozessoren aufgebaut und werten das Signal einer Lambdasonde für eine Abgasnachbehandlung mit Fahrzeugkatalysator aus (Lambda-Regelung). Die Systeme sind sehr zuverlässig und werden in Lizenz zum Beispiel auch in Amerika in viele Fahrzeuge eingebaut.
General Motors entwickelte für den Chevrolet Cosworth Vega EFI eine Einspritzung mit Saugrohrdruckfühler, Drosselklappenschalter, Einspritzventilen, Druckregler und Benzinpumpe der Bosch D-Jetronic, die auf dem Bendix Electrojector-System beruhte.
Die L-Jetronic wurde später von der mit einem präziseren Luftmassenmesser ausgestatteten LH-Motronic ersetzt. Aber auch die D-Jetronic wurde weiterentwickelt (heute zum Beispiel Bosch ME-Motronic), entweder nur mit MAP-Sensor ausgestattet (z. B. bei vielen Peugeot-Fahrzeugen), oder sowohl mit MAP- und Luftmassensenor ausgestattet (bei Ford-Fahrzeugen). Eine weitere Variante wurde von der Firma Hella als MPFI (Multi Point Fuel Injection) für Audi gefertigt und bei den frühen 2,6-Liter-V6-Motoren verwendet. Diese Steuerungen arbeiten ebenfalls ohne Luftmassenmesser und übernehmen neben der Einspritzsteuerung auch die elektronische Zündungssteuerung.